# Megachile astridella
Megachile astridella är en biart som beskrevs av Pasteels 1965. Megachile astridella ingår i släktet tapetserarbin, och familjen buksamlarbin. Inga underarter finns listade i Catalogue of Life.